# Debbie Jones
Debbie Jones, född 4 juni 1958, är en friidrottare från Bermuda. Hon deltog vid olympiska sommarspelen 1976.